# Bell UH-1 Iroquois
Pour les articles homonymes, voir Huey.
 (mai 2025).
Le Bell UH-1 Iroquois, surnommé « Huey », est un hélicoptère de manœuvre et d'assaut américain, dont le prototype effectua son premier vol le 22 octobre 1956. Plus de 16 000 exemplaires civils et militaires furent produits et exportés vers plus de 70 pays ; il a été développé en de très nombreuses versions dont certaines volaient encore en 2025. 

## Origines
L'apparition en France, dans les années 1950, de l'Alouette II doté d'une turbine à gaz comme source motrice puissante et compacte permit d'envisager le développement de nouveaux appareils largement supérieurs aux hélicoptères existants, pénalisés par des moteurs à pistons de faible puissance. C'est dans ce cadre que l'US Air Force, agissant pour le compte de l'US Army, lança un concours pour un hélicoptère d'évacuation sanitaire destiné au Medical Service Corps.
Déclaré vainqueur, Bell reçut en juin 1955 un contrat pour trois prototypes XH-40, dont le premier (55-4459) vola le 22 octobre 1956, propulsé par un Lycoming T-53-L-1 de 700 ch.
Les neuf premiers exemplaires de présérie furent commandés dès le 23 février 1955 et désignés HU-1A pour « Helicopter Utility ». C'est de cette première appellation que le Huey gagna son surnom alors qu'officiellement l'US Army, suivant en cela sa tradition de donner aux hélicoptères des noms de tribus indiennes, le nommait Iroquois. 
En 1962, dans le cadre de la rationalisation des nomenclatures décidée par le département de la Défense, sa désignation changea en UH-1. L'armée de terre américaine retira ses sept derniers exemplaires le 2 février 2011. L'USAF emploie une flotte de UH-1N qui seront remplacés à terme par des AgustaWestland AW139. Le Corps des Marines emploie le Bell UH-1Y Venom, version modernisée et améliorée (recevant entre-autres quatre pales au lieu de deux).

## Conception

Hélicoptère Bell UH-1H du Comté d'Orange (Californie). Novembre 2023.

Possédant un fuselage semi-monocoque en alliage léger, toutes les variantes du Huey (à l'exception du UH-1Y) ont deux rotors bipales. Le rotor principal, semi-rigide, est surmonté de deux barres stabilisatrices disposées à angle droit par rapport aux pales. Deux petites surfaces de profondeur, actionnées hydrauliquement, sont fixées sur la poutre de queue.

## Variantes

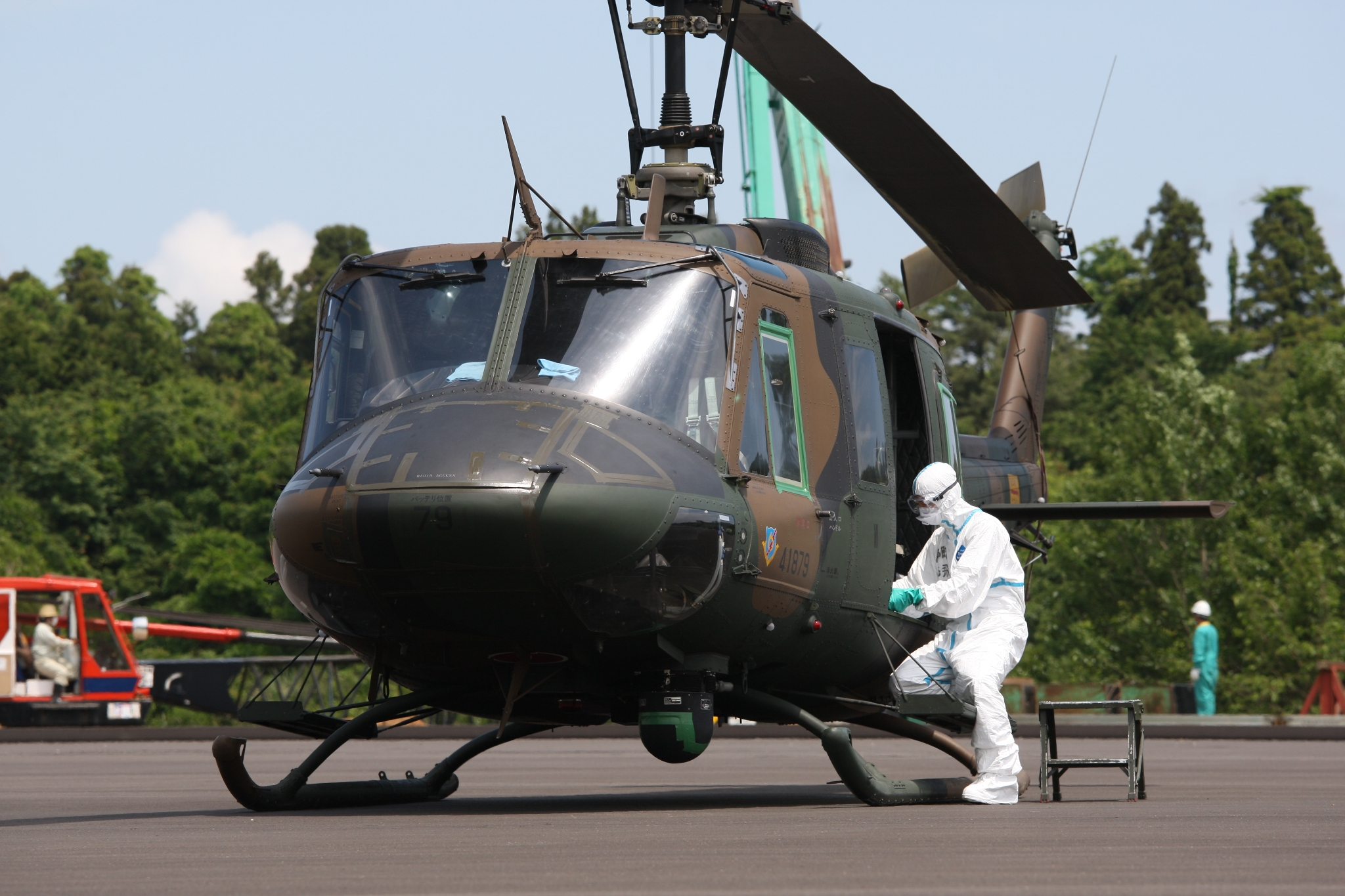
Décontamination d'un Fuji UH-1J de la force terrestre d'autodéfense japonaise utilisé pour les secours lors de l'accident nucléaire de Fukushima en 2011. Ce modèle est le dernier UH-1 produit au Japon. Il s'agit d'un UH-1H avec un moteur plus puissant et un nez d'UH-1N produit sous licence par Fuji Heavy Industries à 78 exemplaires entre 1993 et 1998.

- HU-1A (Bell 204) : D'abord équipé d'un moteur Lycoming T53-L-1A de 770 ch, puis d'un T-53-L-5 de 960 ch, les livraisons commencèrent en juin 1959 pour l'évacuation sanitaire et le transport (six passagers ou deux brancards). Les premiers Huey furent déployés au Viêt Nam dès 1962, où certains furent modifiés pour être armés.
- UH-1B (d'abord HU-1B) : Équipé d'un moteur T53-L-5 de 960 ch, et capable d'embarquer huit passagers ou trois brancards, cette version entra en service en mars 1961 (premier vol le 27 avril 1960). Cet appareil de transport et d'assaut servit de soutien aérien des troupes au sol[7].
- UH-1C : Première version armée du Huey (Huey Gunship). Moteur T53-L-11 de 1 000 ch, puis T-53-L-13 de 1 400 ch.
- UH-1D (Bell 205) : version à fuselage allongé et avec un moteur plus puissant (1 100 ch), conçue pour le transport de quatorze soldats ou six brancards. Le prototype vola pour la première fois le 16 août 1961 et fut accepté par l'US Army le 31 mai 1963. Les livraisons commencèrent le 9 août 1963.
- UH-1E : version développée à partir du UH-1B et destinée au Marine Corps. Issu d'une compétition remportée par Bell en mars 1962, le premier UH-1E décolla le 7 octobre 1963. Première livraison le 21 février 1964.
- UH-1F : version équipée d'une turbine General Electric T58-GE-3 de 1 100 ch et commandée par l'US Air Force pour le support de ses sites d'ICBM. Premier vol le 20 février 1964, première livraison en septembre de la même année.
- UH-1P : version de USAF destinée aux forces spéciales et à la guerre psychologique.
- UH-1H : version identique à l'UH-1D mais équipée d'une turbine plus puissante (T53-L-13B de 1 400 ch). En 2007, lors du conflit l'opposant aux terroristes du Fatah al-Islam, l'armée libanaise utilise des versions modifiées de l'UH-1H pour bombarder les positions des terroristes à l'aide de bombes de type Mark 82 pesant 250 kg et 400 kg.
- HH-1H : version de recherche et sauvetage destinée à l'US Air Force. Première livraison en octobre 1971.
- HH-1K : version de recherche et sauvetage destinée à l'US Navy.
- TH-1L : version d'entrainement au vol au instrument destinée à l'US Navy.
- UH-1L : version de transport standard de l'US Navy.
- UH-1V : version d'évacuation sanitaire de l'US Army obtenue, dans les années 1980, par conversion.

- UH-1N  Twin Huey (Bell 212) : version biturbine du UH-1H, propulsée par un Pratt & Whitney PT6T-3 Turbo Twin-Pac de 1 800 ch. Développée à l'origine pour le Canada et commandée presque simultanément par les armées américaines, le prototype fit son premier vol en avril 1969. Les premières livraisons eurent lieu en octobre 1970 (USAF) et mai 1971 (CAF, sous la désignation CH-135).
- VH-1N : version de transport VIP du UH-1N.
- HH-1N : version de recherche et sauvetage destinée à l'US Air Force.

- UH-1Y Venom : version profondément modernisée de l'UH-1N (rotors quadripales, nouveaux moteurs General Electric T700-GE-401C, avionique moderne) et destinée au Marine Corps (premier vol le 9 octobre 2003). Alors que le programme envisageait à l'origine de modifier des hélicoptères existants, une décision datant d'avril 2005 imposa, au contraire, la fabrication de machine neuves (123 exemplaires sont prévus).

Le Huey fut produit sous licence par Agusta (Italie), AIDC (en) (Taïwan), Dornier (Allemagne de l'Ouest) et Fuji (Japon).

## La guerre du Viêt Nam

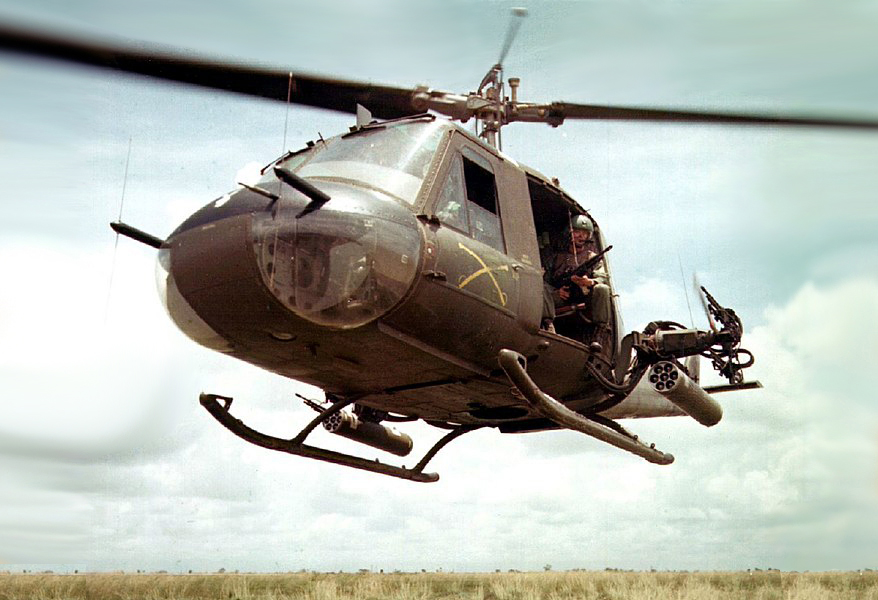
UH-1B au Viêt Nam en 1965, armé d'un panier à sept roquettes.

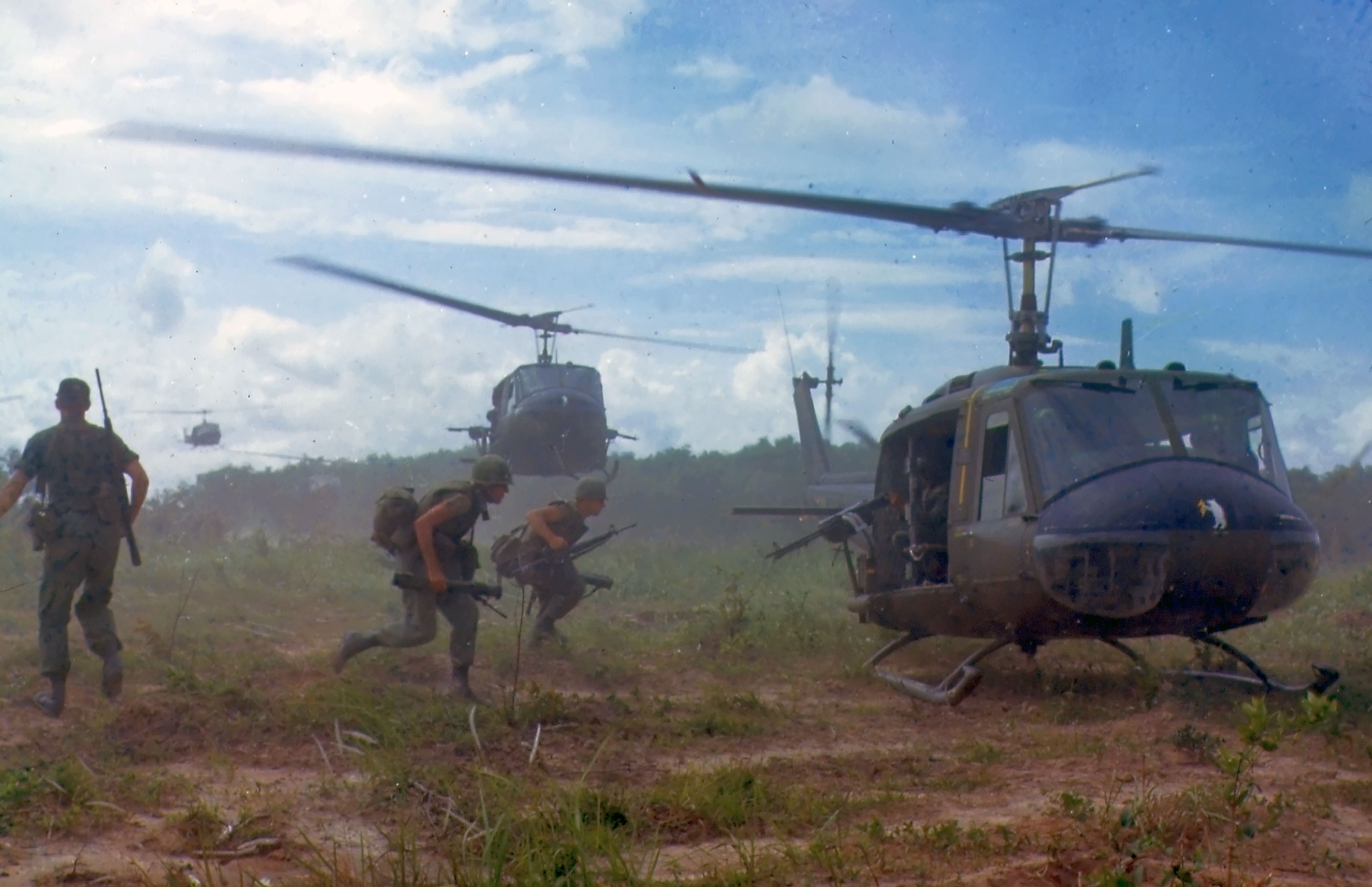
UH-1D au Viêt Nam en 1966, équipé de portes coulissantes et d'une mitrailleuse latérale M134 rétractable à l'intérieur.

La guerre du Viêt Nam vit pour la première fois l'hélicoptère prendre une place prépondérante dans le déroulement des opérations militaires. Le Huey, de par la variété des rôles qui lui furent confiés et son omniprésence, devint pratiquement un symbole de ce conflit. Les UH-1 de l'United States Army Aviation Branch ont effectué 9 713 762 heures de vol entre octobre 1966 et 1973.
Trois configurations principales furent utilisées :
- Slick : Transport de troupes ou de cargo. Armement : une mitrailleuse M60 de chaque côté du fuselage.

- canonnière volante : Appui au sol ou escorte. Armement (variant selon le temps, les missions et les versions): deux mitrailleuses de calibre 7,62 × 51 mm OTAN couplées en parallèle de chaque côté du fuselage, d'une tourelle lance-grenades placée sous le nez de l'appareil et de deux lance-roquettes triples de calibre 70 mm. Le Huey Cobra (AH-1G) devait remplacer les canonnières (gunships) Huey, mais Bell ne put en produire suffisamment.

- Medevac : Évacuation sanitaire.

Pendant la guerre, 3 305 UH-1 de tous types furent détruits par accidents ou du fait de l'ennemi.
On note la première victoire aérienne d'un hélicoptère lorsque l'équipage d'un UH-1D d'Air America abat deux Antonov An-2 de la Force aérienne populaire vietnamienne au Laos le 12 janvier 1968.
L'image du dernier hélicoptère quittant le toit de l'immeuble d'habitations où vécut le chef de poste de la CIA marquant la fin de la guerre du Vietnam en 1975, fut un UH-1B d'Air America.
Le dernier président de la République du Viêt Nam nommé trois jours avant la chute de Saïgon, Dương Văn Minh, utilisait un UH-1B pour ses nombreux déplacements, appareil exposé aujourd'hui dans le palais de la réunification, à Hô Chi Minh-Ville.

## Culture populaire
Il est largement présent au cinéma dans des œuvres traitant de l'engagement américain en Asie du Sud-Est, comme dans les films de guerre et séries suivants (liste non exhaustive) :
- Apocalypse Now
- Air America
- Full Metal Jacket
- Platoon
- Nous étions soldats (We Were Soldiers)
- Hamburger Hill
- Voyage au bout de l'enfer
- Rambo II
- Piège de cristal
- L'agence tout risques

Il fait également des apparitions remarquées dans d'autres longs-métrages comme :
- Predator, en Amérique latine
- L'enfer du devoir (Rules of engagement), au Yémen
- Danger immédiat (Clear and Present Danger), en Colombie
- Los Angeles 2013 (Escape from L.A.)
- Le Maître de guerre (Heartbreak Ridge), à la Grenade
- Cliffhanger (version 205 de l'appareil)
- Matrix (scène de l'explosion et du minigun)
- Forrest Gump

Le UH-1 Huey apparait aussi dans les jeux vidéo : Shellshock : Nam '67, Saints Row: The Third, Call of Duty: Black Ops, Battlefield Bad Company 2: Vietnam, Battlefield : Vietnam, ARMA II, Battlefield 3 et Battlefield 4, Battlefield  Hardline et Arma Reforger. Il apparaît également dans Vietcong, Vietcong 2, Men of War : Vietnam et Men of Valor, mais aussi dans le simulateur de combat avancé : Digital Combat Simulator.
Il apparaît aussi en version Gunship dans Grand Theft Auto V sous le nom de « Valkyrie » depuis la mise à jour « Braquages ».
Il est également de la partie dans Rising Storm 2 : Vietnam.
Il est également présent dans le jeu War Thunder sous les versions B, C et D dans l'arbre de recherche américain, allemand, japonais, italien et suédois.
Plusieurs versions du Huey sont aussi présentées dans le contenu téléchargeable S.O.G. Prairie Fire, pour la série Arma III. 

## Utilisateurs militaires

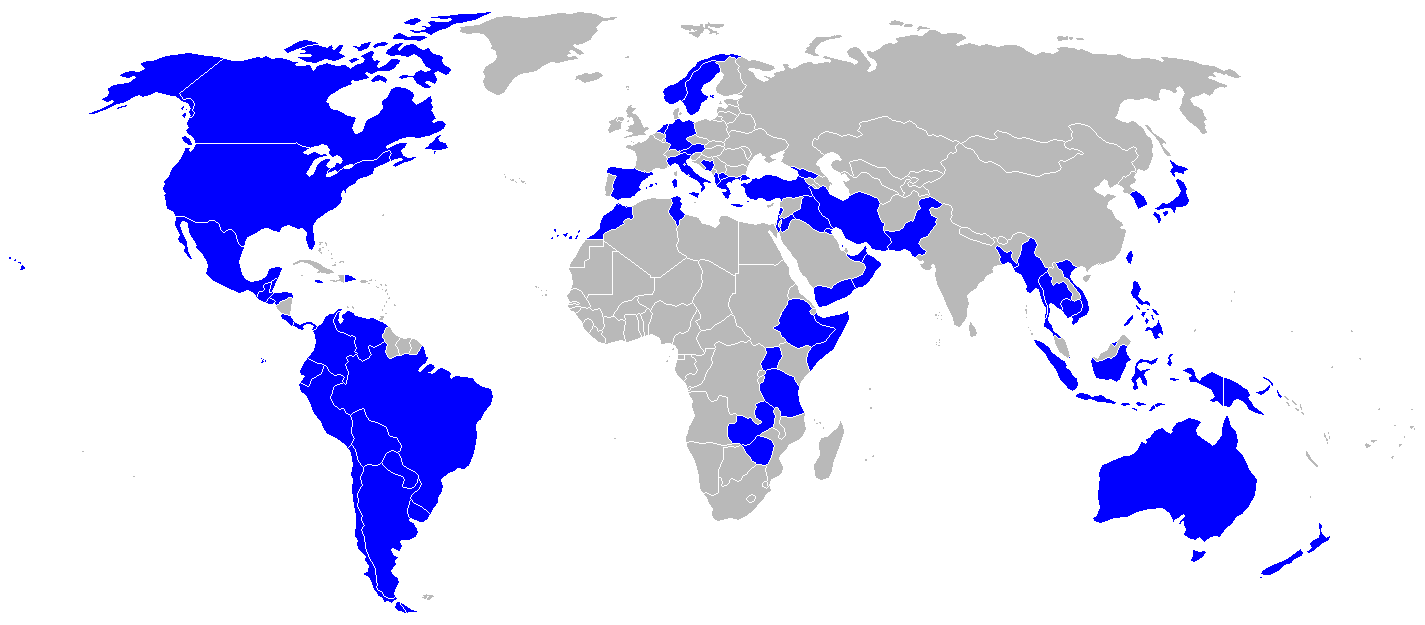
Cartes des opérateurs étatiques d'UH-1.

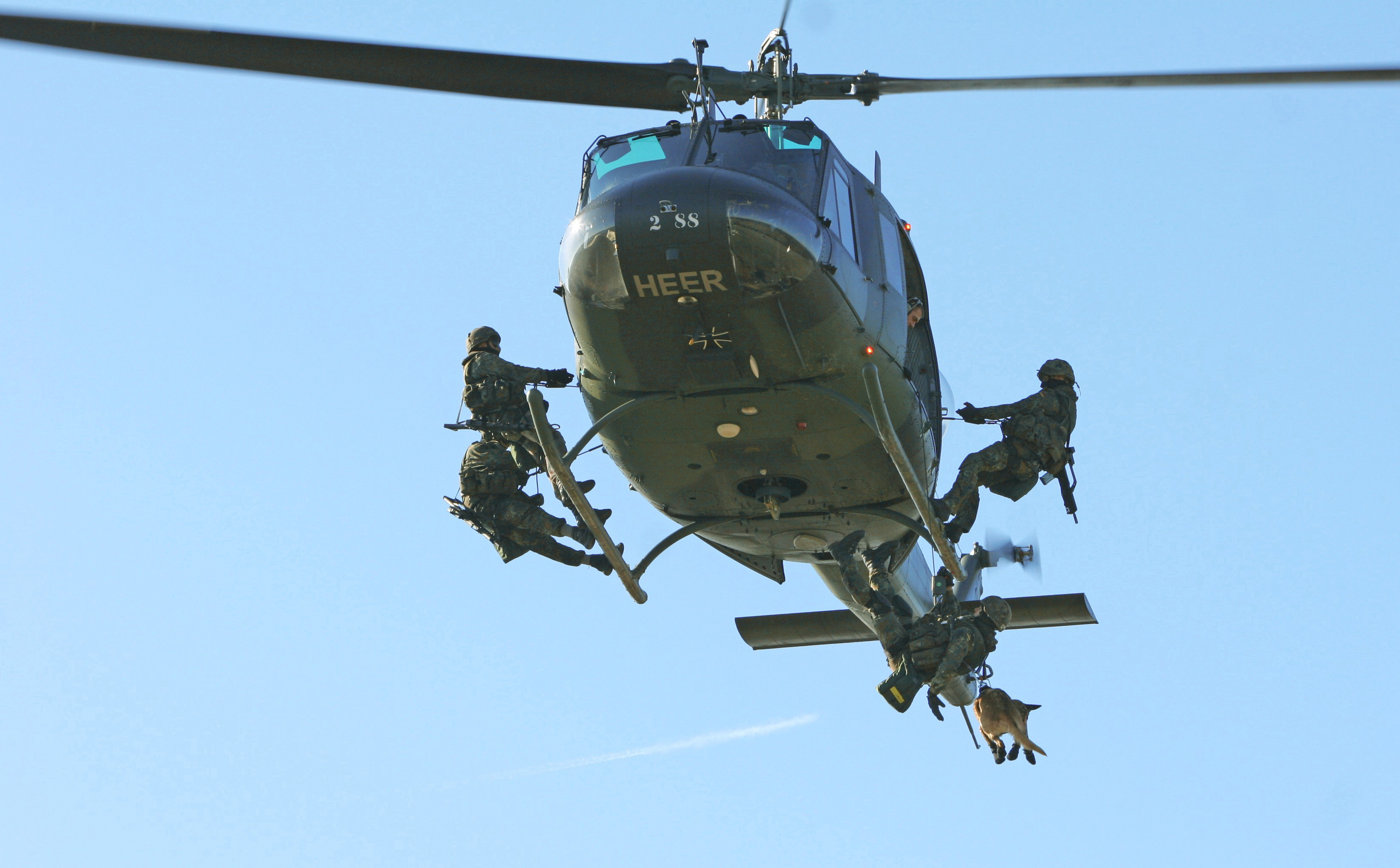
Un UH-1D de la Heeresfliegertruppe allemande en 2010. Utilisés en 2018 par le Transporthubschrauberregiment 30 pour les missions de recherche et sauvetage.

Il s'agit de l’un des hélicoptères occidentaux qui était le plus exporté et produit sous licence à travers le monde. Des nations des cinq continents l'ont acquis pour leurs armées et services publics depuis les années 1960 et il est toujours en service dans nombre d'entre eux en 2024 grâce à l'immense stock de pièces détachées disponibles :
- Allemagne - Heeresfliegertruppe, armée de Terre, 340 UH-1 D entrés en service en 1968, retrait des derniers le 12 mars 2021[11]
- Espagne - armée de Terre
- Modèle:Gréce - Armée hellénique, 56 en 2024[12]
- Japon - armée de Terre
- Liban - armée de l'Air
- Paraguay - Forces spéciales anti-drogue
- Philippines - Force aérienne philippine (1978-2021)[13]
- Taïwan - Produit sous licence par Aerospace Industrial Development Corporation
- Tunisie - armée de l'Air
- Yémen - Force aérienne yéménite